# Paul Griffin (wielrenner)
Paul Griffin (Tralee, 12 februari 1973) is een Iers voormalig professioneel wielrenner.

## Palmares
2001
- 2e etappe Ronde van Hokkaido

2003
- Eindklassement Ras Connachta

2004
- Lacey Cup
- 5e etappe Surrey League

2005
- 5e etappe Ronde van Azerbeidzjan
- 1e etappe Ronde van Oost-Java
- 1e etappe Ronde van Indonesië

2006
- Lacey Cup
- 1e etappe Surrey League
- 5e etappe Surrey League
- Gene Moriarty Cup

2008
- 1e etappe Ronde van Ulster